# Camorino

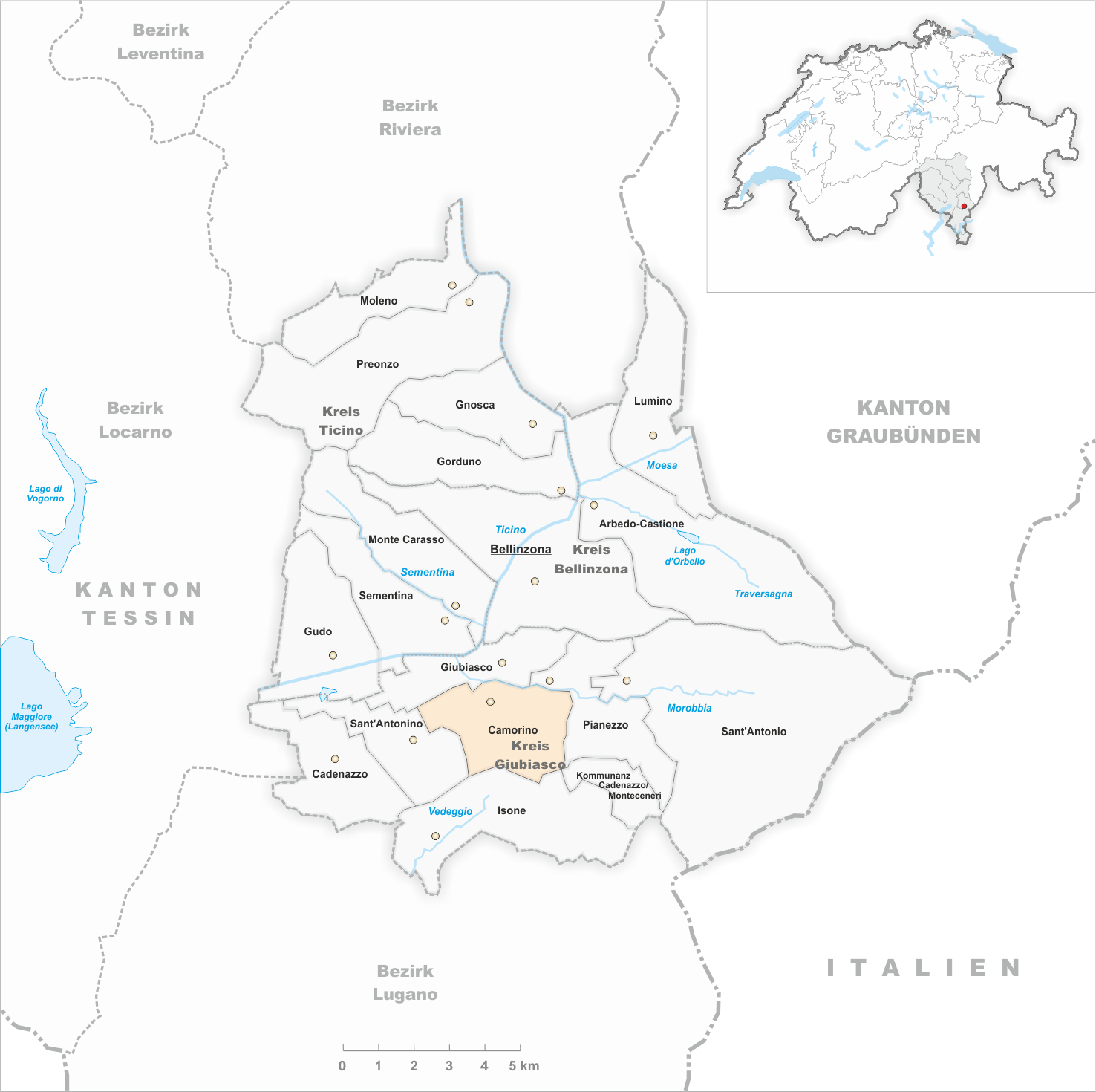
Gemeindestand vor der Fusion am 1. April 2017

Werner Friedli (Fotograf): Camorino, historisches Luftbild (1964)

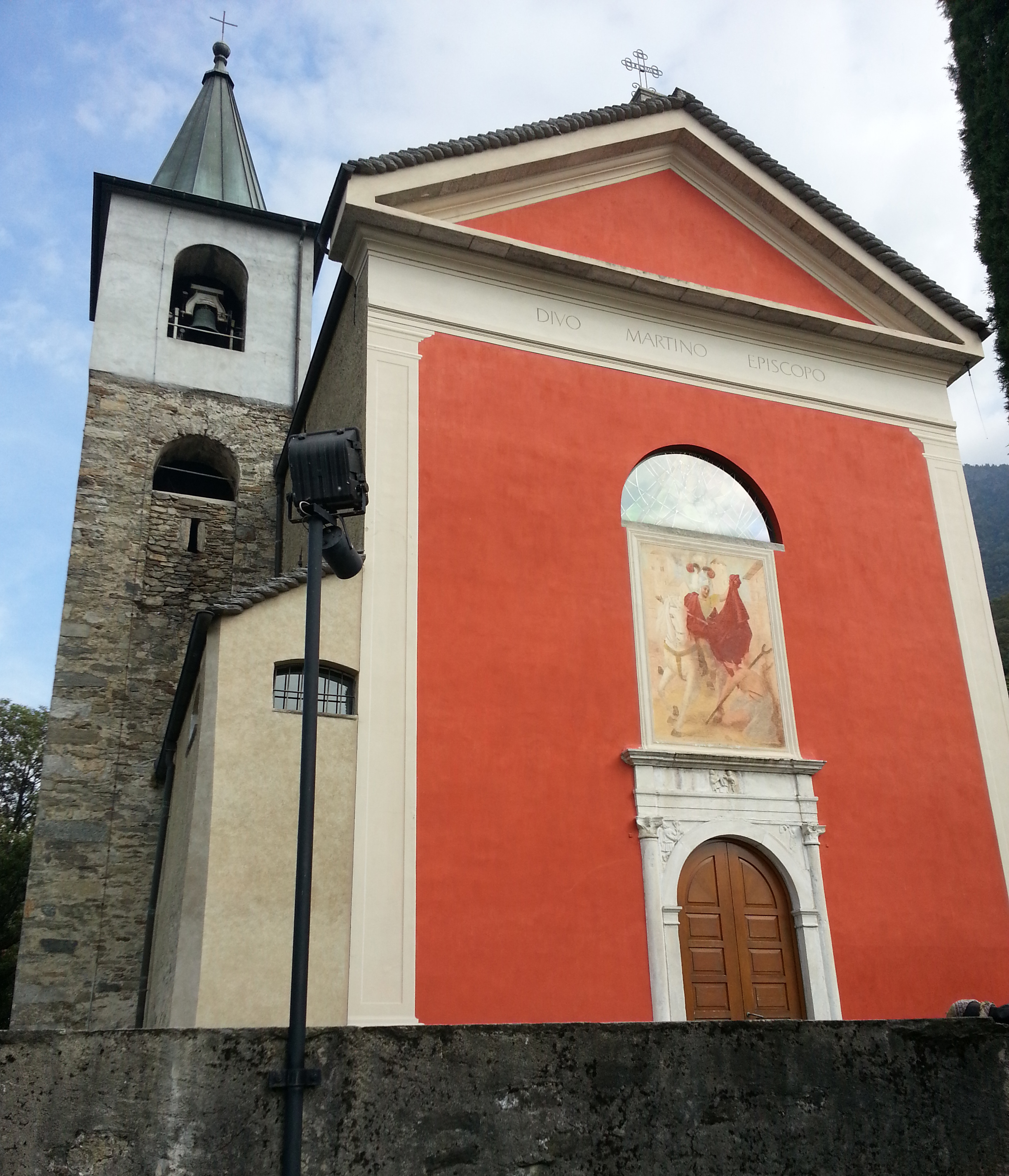
Pfarrkirche San Martino

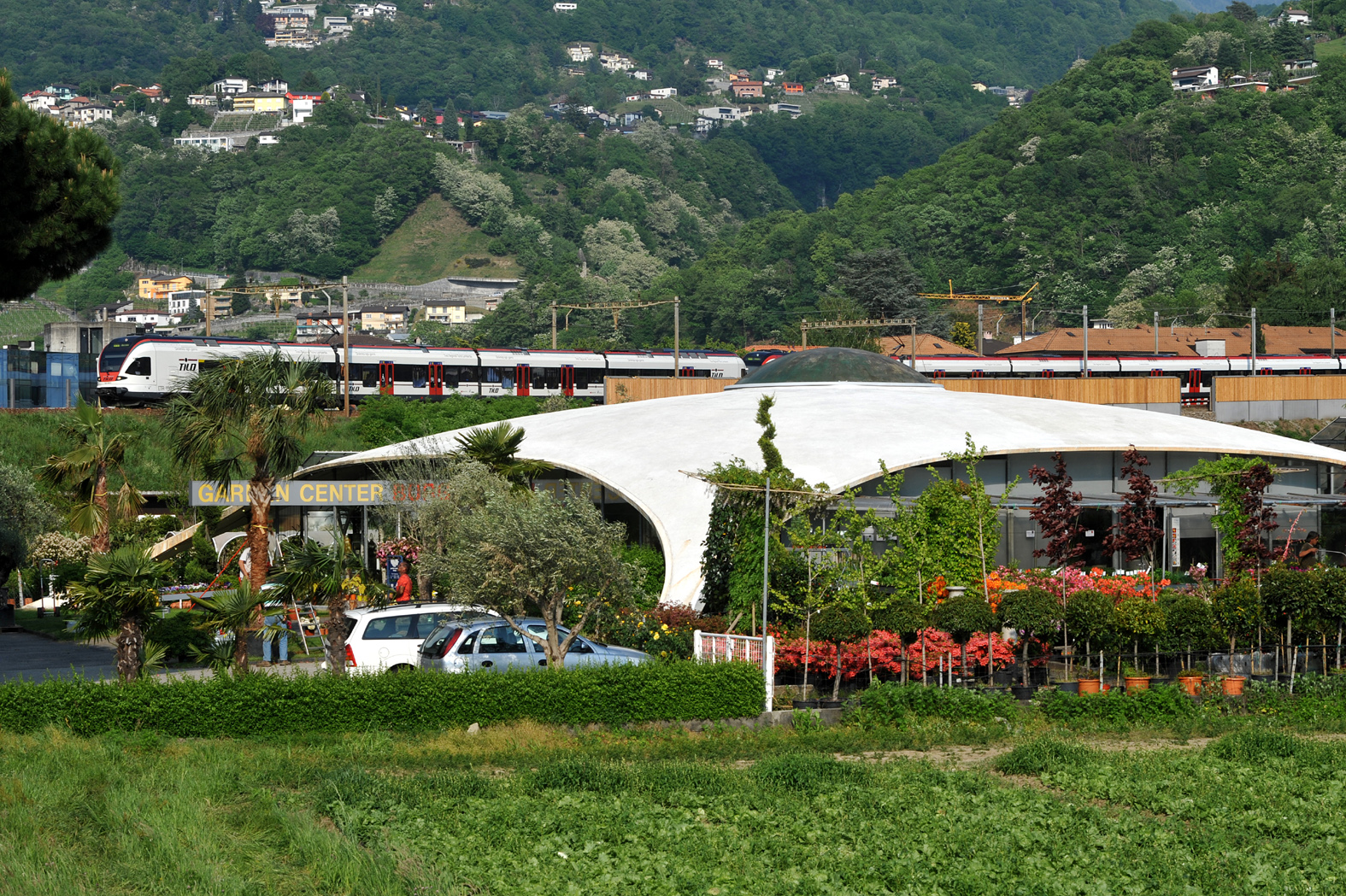
Bürgi Garden Center

Camorino (lombardisch Camurign [kamuˈriŋ]) ist ein Ortsteil der Gemeinde Bellinzona im Schweizer Kanton Tessin. Bis zum 1. April 2017 bildete er eine selbständige politische Gemeinde, die zum damaligen Kreis Giubiasco gehörte.

## Geographie
Camorino liegt südlich des Zentrums von Bellinzona an der Morobbia. Zur ehemaligen Gemeinde gehören die Fraktionen Scarsetti, Margnetti, Arla, Comelina, Camorino, Storni und Monti.

## Geschichte
Camorino wurde 1237 erstmals im Zusammenhang mit Gütern des Kapitels der Stiftskirche San Pietro in Bellinzona erwähnt. Der Name geht auf ca «Haus» (von lateinisch casa) und mulin «Mühle» (von spätlateinisch *molīnum) zurück und bedeutet «als Mühle fungierendes Haus, Mühle».
Die heutige Pfarrkirche San Martino stammt aus dem Jahr 1553 und wurde 1888 vollständig renoviert; vom romanischen Vorgängerbau haben sich keine Spuren erhalten.
Am 2. April 2017 schloss sich Camorino gleichzeitig mit den damaligen Gemeinden Claro, Giubiasco, Gnosca, Gorduno, Gudo, Moleno, Monte Carasso, Pianezzo, Preonzo, Sant’Antonio und Sementina der Gemeinde Bellinzona an. Camorino bildet aber nach wie vor eine eigenständige Bürgergemeinde.

## Bevölkerung
Die Bevölkerungszahl blieb über die Jahrhunderte konstant (1591 400, 1900 405, 1950 702 Einwohner) und stieg erst gegen Ende des 20. Jahrhunderts stark an (Jahr 2000: 2210 Einwohner).
Einwohnerzahlen: Volkszählungsdaten

## Wappen
Blasonierung: In Rot ein goldenes Mühlerad über zwei blauen Wellen auf silbernem Grund.
Das Mühlerad bezieht sich auf die Mühle namens Maglio, die zusammen mit einem anderen Haus einen Erdrutsch unbeschadet überstanden haben soll, während der Rest des Dorfes zerstört wurde.

## Wirtschaft
Ursprünglich war Camorino ein Bauerndorf, daneben gab es Handwerker, eine Strickwaren- und Teigwarenproduktion sowie eine Mühle. Mangels Arbeitsplätzen emigrierten Einwohner nach Amerika. Der Ort wird heute von Transitstrassen und Bahnlinien durchquert, und die meisten Einwohner sind Pendler.

## Sehenswürdigkeiten
- Pfarrkirche San Martino[6][7]
- Festungen, genannt Fortini della Fame (Ingenieur: Hauptmann Johann Caspar Wolff): In den Jahren 1853–1854 wurde südlich von Bellinzona ein Teilstück der von Guillaume-Henri Dufour entworfenen Befestigungslinie gebaut. Tessiner, die 1853 aus dem Lombardo-Venezianischen Königreich ausgewiesen worden waren, wurden im Sinne einer Arbeitsbeschaffungsmassnahme beauftragt, zwischen Sementina und Camorino eine Verteidigungslinie zu bauen, die als «Hungerfestungen» (Fortini della Fame) bekannt wurden. Man befürchtete, dass Österreich von der besetzten Lombardei aus das Tessin angreifen könnte, weil die Bevölkerung trotz grosser Armut tausenden von politischen Flüchtlingen und Verschwörern Zuflucht gesichert hatte. Die fünf Türme der Fortini von Camorino sind in der Liste der Kulturgüter von nationaler Bedeutung im Kanton Tessin aufgeführt[6][8]

## Sport

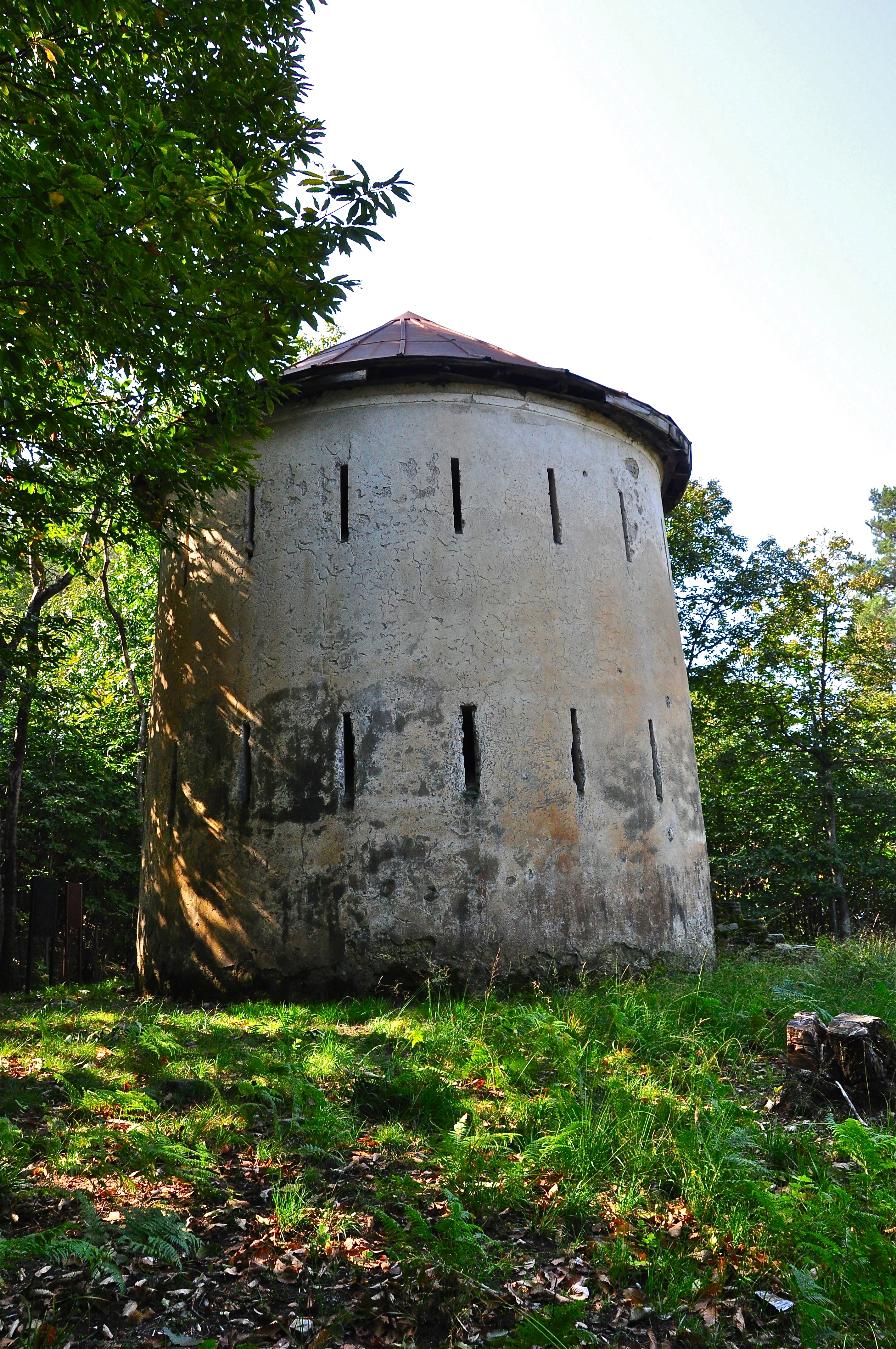
Turm 5: Piano delle Borre

- Football Club Camorino[9]

## Kultur
- Areapangeart incontri darte[10]

## Persönlichkeiten
- Carlo Morelli (* um 1620 in Camorino; † um 1680 ebenda), Architekt, wirkte im Königspalast von Turin und im Vatikanstadt unter Papst Innozenz XI.[11]
- Federico Ghisletta (1907–1989), Politiker (SP), Gemeindepräsident von Camorino, Tessiner Grossrat, Staatsrat, Präsident der Tessiner Sozialdemokratischen Partei der Schweiz (SP)